# ジョン・ウェイン
ジョン・ウェイン（John Wayne, 1907年5月26日 - 1979年6月11日）は、アメリカの俳優、映画プロデューサー、映画監督。本名はマリオン・ロバート・モリソン（Marion Robert Morrison）。「デューク」（Duke、公爵）の愛称で呼ばれた。

## 来歴

### 生い立ち
アイオワ州ウィンターセットで生まれ、マリオン・ロバート・モリソンと命名された。実家は薬屋で、薬剤師の息子でもある。しかし、両親が彼の弟をロバートと名付けることを決め、マリオン・マイケル・モリソンと名付けられた。一家は1911年にカリフォルニア州グレンデールに転居したが、ウェインはどこへ行くにもエアデール・テリアの愛犬「リトル・デューク」を連れていたため、隣人が「ビッグ・デューク」と呼び始めた。以後ずっとウェインは愛称「デューク」を本名の「マリオン」より好んでいたという。
高校卒業後海軍兵学校へ出願するが入校できず、南カリフォルニア大学に入学した。そこで彼は伝説のコーチ、ハワード・ジョーンズの下、フットボールに取り組んだ。しかし水泳中に負った怪我が元で競技生命が絶たれてしまう。彼は怪我の原因が明らかになった時のジョーンズの反応を恐れたと後に記している。

### ハリウッド入り

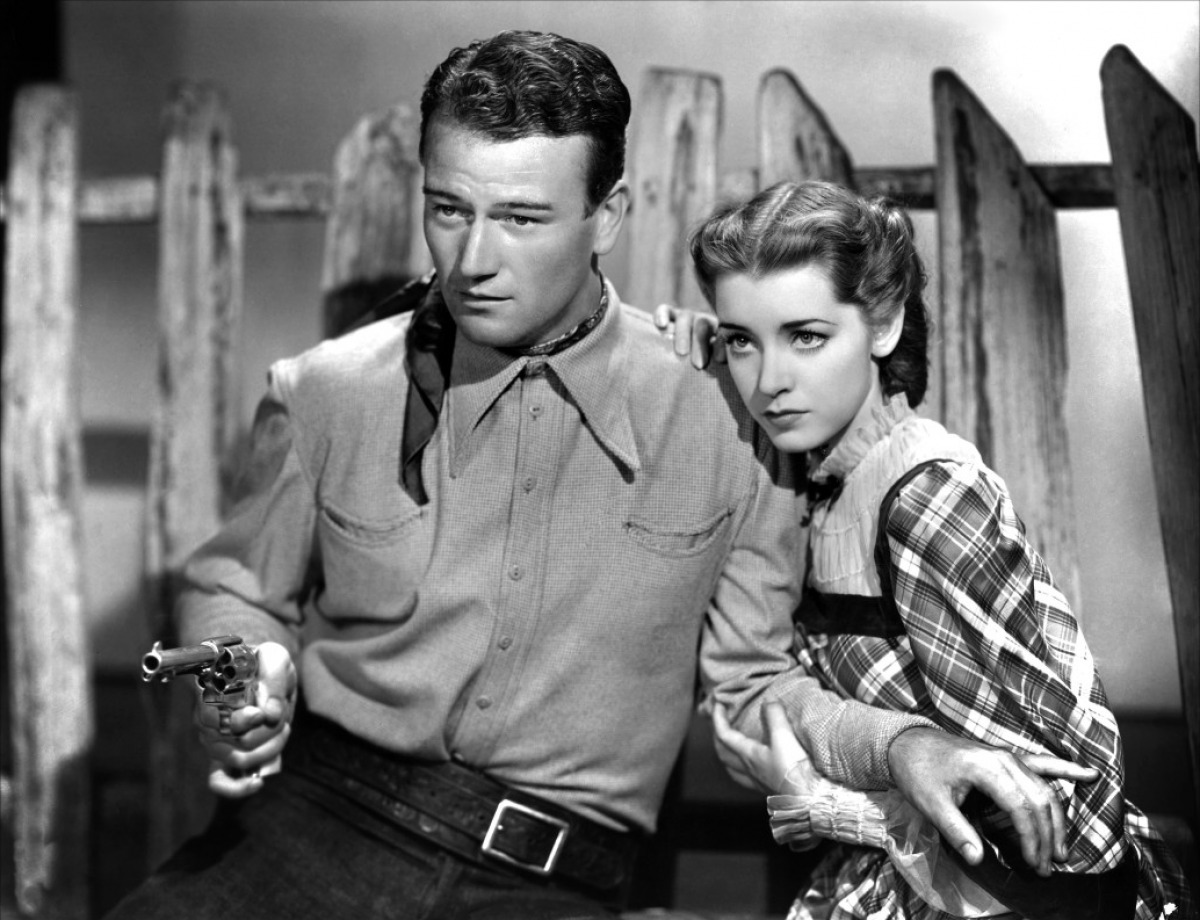
マーシャ・ハントとともに。『荒原の激闘』（1937年）の宣材写真。

大学在学中、ウェインは田舎の映画スタジオで働き始めた。西部劇のスター、トム・ミックスはフットボールのチケットと交換に夏の間、大道具係の仕事を彼に世話してやった。ウェインは大道具係から1928年には映画の端役に選ばれ、1930年、ウェインの最初のクレジット入り映画であるラオール・ウォルシュ監督の超大作『ビッグ・トレイル』に主役として抜擢された。
ウオルシュがアメリカ独立戦争での将軍、"マッド・アンソニー"・ウェインから取った「ジョン・ウェイン」の芸名を彼に与えた。当初はそのままアンソニー・ウェインの芸名を与える予定だったが、「イタリア風に聞こえる」という指摘があったために名をアメリカ風の「ジョン」と改めたのである。しかし、『ビッグ・トレイル』は商業的に失敗し、ウェインは『駅馬車』がヒットするまでの間、B級活劇専門俳優として不遇の時代を過ごした。しかしその間に、射撃、乗馬、格闘技を修得。不遇期間に主演したなかには『歌うカウボーイ、シンギング・サンディシリーズ』などというものもあり、馬にのりながら歌うシーンが残っている。

### ジョン・フォードとの出会い

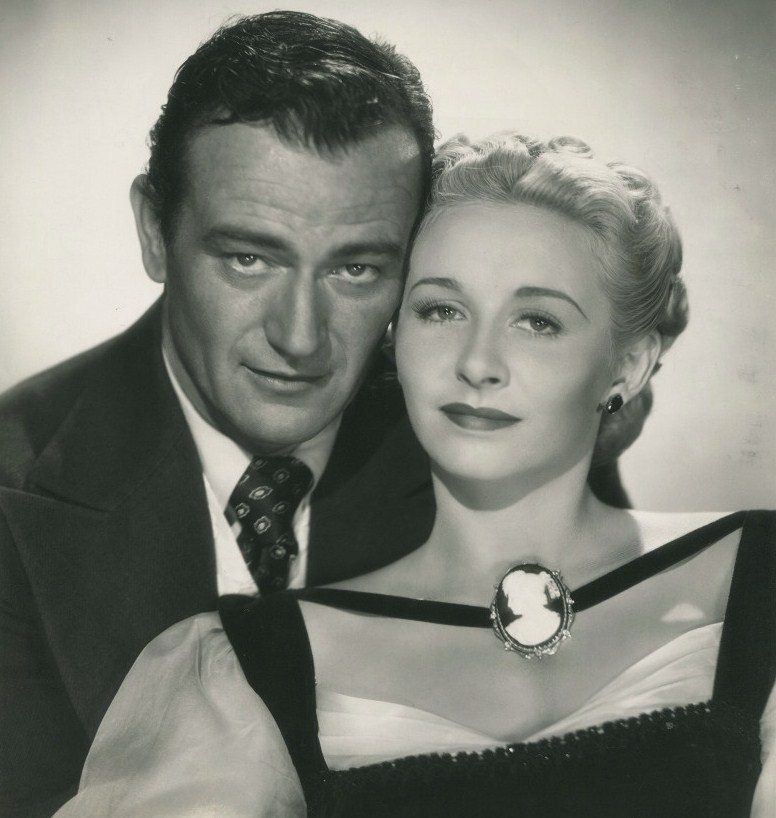
ヴェラ・ラルストンとともに。『ダコタ荒原』（1945年）の宣材写真

1939年、端役時代から友情を固めていたジョン・フォード監督の大ヒット作『駅馬車』に主演。やがてウェインはヘンリー・フォンダと並んでフォード作品の看板役者となる。 その後も多くの作品を生み出し、幾つかはウェインの代表作となった。続く35年間で『アパッチ砦』、『黄色いリボン』、『リオ・グランデの砦』、『静かなる男』、『捜索者』、『荒鷲の翼』、『リバティ・バランスを射った男』と言ったフォードの映画20作以上に出演した。
ウェインは多くの戦争映画に出演し「アメリカの英雄」として賞賛されたが、現実には兵役には就かなかった。1940年に徴兵が復活し、1945年に第二次世界大戦が終了するまでウェインはハリウッドに残って21作の映画に出演した。1941年の真珠湾攻撃当時、彼は34歳で徴兵の該当年齢であったが、家族依存の理由で3-Aに分類され徴兵猶予を申請し受理された。これには国中の興味が集まり、後に2-Aに変更された。
ウェインは西部劇や戦争映画に、俳優としての信念を賭けていたため、強く英雄的な役割を多く演じ、逞しく深みのあるヒーロー像を築いていった。生涯出演した154本もの映画のうち、79本は西部劇であった。その一方でコメディ映画やNBCのコメディ『ラフ・イン』にピンクのウサギの着ぐるみで出演するなどユーモアの感覚も持ち合わせていた。

### スター

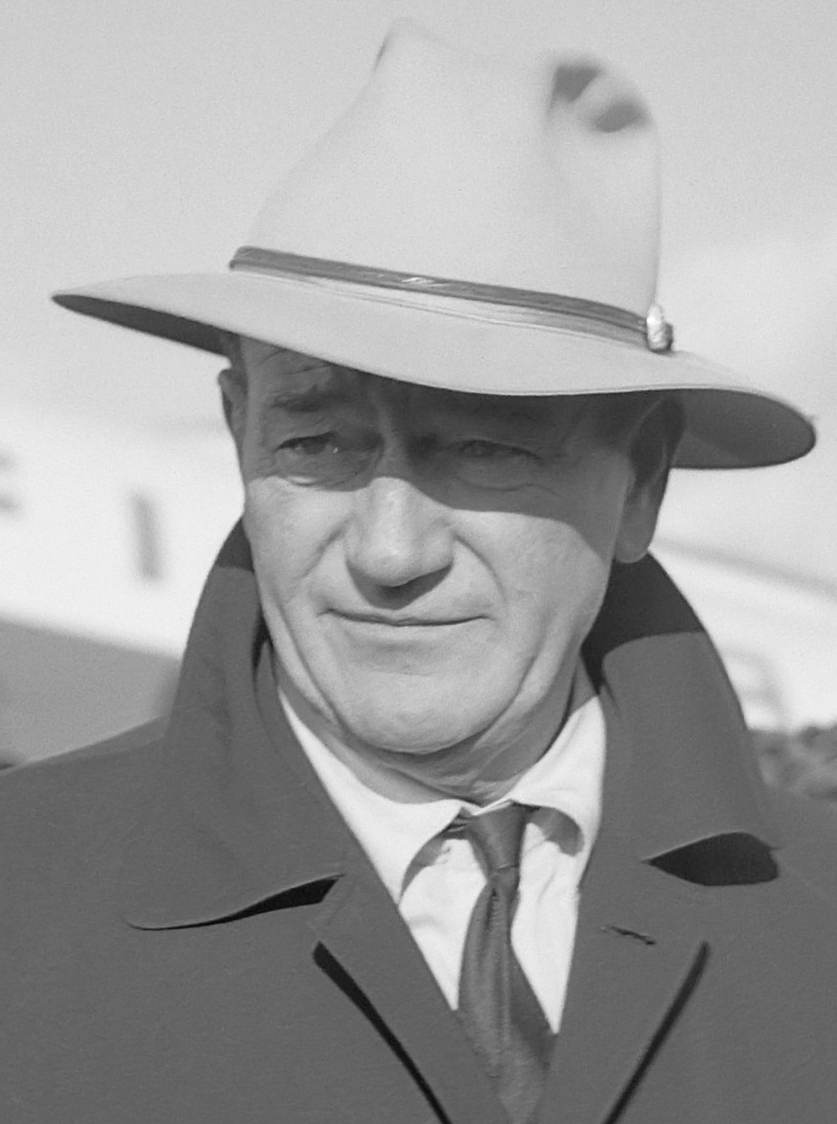
スキポール空港に到着したウェイン。1960年11月18日

1948年のハワード・ホークス監督『赤い河』の大ヒットにより、翌年初めてボックス・オフィス・スターの4位にランクインし、名実共にスターの座を獲得。以後20年以上、ベスト10の座を守り続けた。
一方で自他ともに認める愛国主義者である彼は、リベラル思考の観客からは典型的タカ派俳優として非難の対象ともなり、特にベトナム戦争が泥沼化した一時期には人気を落としたが、それに対抗するように製作・監督・主演兼任で映画『グリーン・ベレー』を完成させ、ベトナムで特殊作戦に従事するアメリカ兵を描いた。
多くの作品に出演したウェインは『硫黄島の砂』で主演男優賞、監督した『アラモ』で最優秀作品賞と2度のアカデミー賞ノミネートを受けていた。だが、そんな中ウェインは1964年に肺癌を宣告され、片肺を失うも闘病を宣言して俳優活動を続けていった。そして1969年の『勇気ある追跡』で粗野で酒飲みな隻眼の保安官を演じ、ようやく最優秀主演男優賞を受賞した。念願のオスカーを手にしたウェインは人気を取り戻し、以後遺作となった『ラスト・シューティスト』まで精力的に活躍した。
また、俳優時代には俳優組合長も務めていた。

### 死去
胃癌の悪化で、1979年5月1日よりカリフォルニア州ニューポートビーチのカリフォルニア大学ロサンゼルス校医療センターに入院し治療を続けていたが、72歳の誕生日を迎えて17日目の6月11日17時35分(日本時間 12日9時35分)に死去した。ウェインの遺体はカリフォルニア州オレンジ郡のコロナ・デル・マールにあるパシフィック・ビュー・メモリアル・パーク墓地に埋葬された。
日本でも、毎日新聞に「ミスター・アメリカ死す」を始め、大きな見出しで出された。TBSテレビは、6月18日の新聞に追悼広告を掲載。同日夜の番組、月曜ロードショーにて『ブラニガン』（1975年）を放送した。
後に日曜洋画劇場では淀川長治の解説と共に3週連続でジョン・ウェイン主演の3作品の映画が放送され追悼された。
死去の際、アメリカ各地では半旗が掲げられた。
入院期間中の6月5日には、当時の大統領であるジミー・カーターがウェインの見舞いに訪れた。現職の大統領が映画俳優を見舞うのは異例のことであった。
死因である癌の原因の一つとして、ネバダ核実験場の100マイル風下で『征服者』の撮影が行われたことを挙げる者もある。
葬儀に際し、次期アメリカ大統領となったロナルド・レーガン（ハリウッド俳優出身）は、「実生活でも卓越した巨人だった。体躯、態度、信念に不屈の強さを感じた。思いやりのある誠実な人柄は、利己的なハリウッドではめったにお目にかかれぬ存在だ」と語った。
死の床で密かに記した墓碑銘は、「醜く、強く、確かに」である。しかし、実際に刻まれた墓碑銘は以下の通りで、1971年の雑誌『プレイボーイ』でのインタビューでのウェインの言葉である。
| 「 | Tomorrow is the most important thing in life. Comes into us at midnight very clean. It's perfect when it arrives and it puts itself in our hands. It hopes we've learned something from yesterday. 明日は人生において最も重要なことだ。 真夜中にそれはとてもきれいにやって来る。 届いて、それを手に取れたら完璧だ。 そして昨日から何かを学ぶことを願いたいものだ。 | 」 |

## 人物
- 私生活ではジョゼフィン・アリシア・シーンズ、エスペランザ・バウアー、パイラー・パレットと3回結婚した。ウェインにはジョゼフィンとの間に4人、パイラーとの間に3人の子供がいた。最も有名なのは俳優のパトリック・ウェインである。ウェインの子供のうち1人を除いて全員が映画俳優となった。
- フリーメイソンの会員で、マリオン・マクダニエル・ロッジNo.56(Marion McDaniel Lodge No.56)に入会していた[7]。
- 大変な酒豪であり「船を浮かべるほど、日にリットル単位」で飲んでいた。
- 死去直前の1979年5月26日、モーリーン・オハラ、エリザベス・テイラー、フランク・シナトラ、マイク・フランクヴィッチ、キャサリン・ヘプバーン、オマール・ブラッドリー将軍夫妻、グレゴリー・ペック、ロバート・スタック、ジェームズ・アーネス、カーク・ダグラス、ロバート・アルドリッチ、ジャック・レモン、ジェームズ・ステュアートなど、政治的立場を問わず、多くのハリウッドスターや政界関係者は議会でジョン・ウェインが議会黄金勲章に値すると証言。それが認められて議会黄金勲章を受章した。
- 1980年6月9日、ジミー・カーター大統領から大統領自由勲章を授与された。
- ブルース・ウィリスは演技の手本としている俳優の一人にウェインの名前を挙げている[8]。
- ターミネーター2において、アーノルド・シュワルツェネッガーが演じるT-800が行うショットガンの片手リロードは、『勇気ある追跡』においてジョン・ウェインが行うリロード「スピンコック」のオマージュ。
- ロブ・ゾンビ監督のマーダー・ライドショーや、ウェイン・クライマーのワイルド・バレットにはウェインのタトゥーをいれたキャラが出てくる。

## 日本での評価・人気・エピソードなど
- 日本では黒澤明がフォードを特に敬愛しており、黒澤＆三船敏郎コンビをフォード＆ウェインのコンビとの類似性が論じられ、アメリカでも三船を「日本のジョン・ウェイン」と言われてている[9]。山田洋次は黒澤＆三船コンビ、そしてフォードやウェインを敬愛していることで知られているが、山田が監督した渥美清主演の男はつらいよ 知床慕情に三船はゲスト出演しているが、同作の三船の役名の「上野順吉」はジョン・ウェインの名前の洒落であり、ウェインへのオマージュでもある[10]
- 出演していた西部劇の名作の作劇や演出は石ノ森章太郎原作の仮面ライダーシリーズに影響を与えたことで知られ、映像面では主に折田至が提唱し、ライダーの大ファンであり、仮面ライダーZXこと村雨良主演の漫画仮面ライダーSPIRITSシリーズの作者の村枝賢一もそういった視点からウェイン作品を見返したこともあると発言[11]。また初期ライダーで立花藤兵衛を演じた小林昭二とショッカー首領などラスボス多くを演じた納谷悟朗はウェインのフィックス声優であり、ライダーとウェインは縁が深い[12]。初代ライダーの藤岡弘もウェインのファンである。[13]。そして石ノ森自身も石上三登志との西部劇対談で、『シェーン』や「ヴェラクルス』、サム・ペキンパーや『明日に向って撃て!』などのアメリカン・ニューシネマ西部劇、クリント・イーストウッドの名と共に、ウェインの名を出すなと、ウェインのファンである[14]。
- 1957年に東京の映画館新宿武蔵野館でウェインによる舞台挨拶が行われたが、日本の一劇場の主導で行われた、ハリウッドの大スターのウェインが行ったこの舞台挨拶は異例である[15]。

## 主な出演作品
| 公開年 | 邦題 原題                                                                           | 役名                                 | 備考                                                                        |
| ------ | ----------------------------------------------------------------------------------- | ------------------------------------ | --------------------------------------------------------------------------- |
| 1929年 | 最敬礼 Salute                                                                       | ビル                                 |                                                                             |
| 1930年 | ビッグ・トレイル The Big Trail                                                      | ブレック・コールマン                 |                                                                             |
| 1931年 | 娘三人記 Three Girls Lost                                                           | ゴードン                             |                                                                             |
| 1931年 | アリゾナ Arizona                                                                    | ボブ・デントン                       |                                                                             |
| 1931年 | 鉄腕ジョーンズ The Range Feud                                                       | クリント・ターナー                   |                                                                             |
| 1932年 | テキサスの旋風 Texas Cyclone                                                        | スティーヴ・ピケット                 |                                                                             |
| 1932年 | 歓呼の涯 Lady and Gent                                                              | バズ                                 |                                                                             |
| 1932年 | テキサスの若武者 Ride Him, Cowboy                                                   | ジョン                               |                                                                             |
| 1932年 | アリゾナ・ギャング The Big Stampede                                                 | ジョン・スティール保安官             |                                                                             |
| 1932年 | 金塊争奪 Haunted Gold                                                               | ジョン・メイソン                     |                                                                             |
| 1933年 | 討伐隊 The Telegraph Trail                                                          | ジョン・トレント                     |                                                                             |
| 1933年 | 砂漠の三銃士 The Three Musketeers                                                   | トム・ウェイン                       |                                                                             |
| 1933年 | 紅唇罪あり Baby Face                                                                | ジミー・マッコイJr                   |                                                                             |
| 1934年 | 大山脈の西 West of the Divide                                                       | テッド・ハイドン                     |                                                                             |
| 1934年 | ブルースチール Blue Steel                                                           | ジョン                               |                                                                             |
| 1934年 | 快男児ランディ Randy Rides Alone                                                    | ランディ                             |                                                                             |
| 1934年 | スター・パッカー The Star Packer                                                    | ジョン・トラヴァーズ                 |                                                                             |
| 1934年 | 遥かなる旅 The Trail Beyond                                                         | ロッド・ドリュー                     |                                                                             |
| 1934年 | ユタから来た男 The Man from Utah                                                    | ジョン・ウエストン                   |                                                                             |
| 1934年 | 無法辺境地帯 The Lawless Frontier                                                   | ジョン・トビン                       |                                                                             |
| 1934年 | アリゾナの空の下で 'Neath the Arizona Skies                                         | クリス・モレル                       |                                                                             |
| 1935年 | テキサスの恐怖 Texas Terror                                                         | ジョン・ヒギンズ                     |                                                                             |
| 1935年 | 夜明けの男 The Dawn Rider                                                           | ジョン・メイソン                     |                                                                             |
| 1935年 | パラダイスキャニオン Paradise Canyon                                                | ジョン・ワイアット                   |                                                                             |
| 1936年 | 沿岸警備隊 Sea Spoilers                                                             | ボブ・ランダル                       |                                                                             |
| 1937年 | 猛獣国横断 I Cover the War!                                                         | ボブ・アダムス                       |                                                                             |
| 1937年 | 荒原の激闘 （別題）荒原の激闘 （別題）西部地獄街 Born to the West （別題）Hell Town | デア・ラッド                         | 本作は日本語タイトル3種類、 英語タイトル2種類あり。                         |
| 1939年 | 駅馬車 Stagecoach                                                                   | リンゴ・キッド                       |                                                                             |
| 1939年 | アリゲニー高原の暴動 Allegheny Uprising                                             | ジム・スミス                         |                                                                             |
| 1939年 | 暗黒の命令 Dark Command                                                             | ボブ・シートン                       |                                                                             |
| 1940年 | 砂塵の町 Three Faces West                                                           | ジョン・フィリップス                 |                                                                             |
| 1940年 | 果てなき航路 The Long Voyage Home                                                   | オーレ・オルセン                     |                                                                             |
| 1940年 | 妖花 Seven Sinners                                                                  | ダン・ブレット                       |                                                                             |
| 1941年 | 暴力街 A Man Betrayed                                                               | リン・ホリスター                     |                                                                             |
| 1941年 | 暗黒街の王者 Lady from Lousisiana                                                   |                                      |                                                                             |
| 1941年 | 丘の静かなる男 The Shepherd of the Hills                                            |                                      |                                                                             |
| 1942年 | 或る夜の貴婦人 Lady for a Night                                                     | ジャクソン・モーガン                 |                                                                             |
| 1942年 | 絶海の嵐 Reap the Wild Wind                                                         | ジャック・スチュワート               |                                                                             |
| 1942年 | スポイラース The Spoilers                                                           | ロイ                                 |                                                                             |
| 1942年 | 西部の顔役 In Old California                                                        | トム・クレイグ                       |                                                                             |
| 1942年 | フライング・タイガー Flying Tigers                                                  | ジム・ゴードン                       |                                                                             |
| 1942年 | 男性都市 Pittsburgh                                                                 | ピッツバーグ・マーカム               |                                                                             |
| 1942年 | 再会のパリ Reunion in France                                                        | パット・タルボット                   |                                                                             |
| 1943年 | 西部を駆ける恋 A Lady Takes a Chance                                                | デューク                             |                                                                             |
| 1943年 | 硝煙の新天地 In Old Oklahoma                                                        | ダニエル・F・ソマーズ                |                                                                             |
| 1944年 | 血戦奇襲部隊 The Fighting Seabees                                                   | ウエッジ・ドノヴァン                 |                                                                             |
| 1944年 | 拳銃の町 Tall in the Saddle                                                         | ロックリン                           | 兼製作                                                                      |
| 1945年 | 炎の街 Flame of Barbary Coast                                                       | デューク・ファーガス                 |                                                                             |
| 1945年 | バターンを奪回せよ Back to Bataan                                                   | ジョセフ・マッデン                   |                                                                             |
| 1945年 | ダコタ荒原 Dakota                                                                   | ジョン・デヴリン                     |                                                                             |
| 1945年 | コレヒドール戦記 They Were Expendable                                               | ラスティ・ライアン                   |                                                                             |
| 1946年 | 恋愛超特急 Without Reservations                                                     | ラスティ                             |                                                                             |
| 1947年 | 拳銃無宿 Angel and the Badman                                                       | クワート・エヴァンス                 | 兼製作                                                                      |
| 1947年 | タイクーン Tycoon                                                                   | ジョニー                             |                                                                             |
| 1948年 | アパッチ砦 Fort Apache                                                              | カービー・ヨーク大尉                 |                                                                             |
| 1948年 | 赤い河 Red River                                                                    | トーマス・ダンソン                   |                                                                             |
| 1948年 | 三人の名付親 3 Godfathers                                                           | ボブ・ハイタワー                     |                                                                             |
| 1948年 | 怒涛の果て Wake of the Red Witch                                                    |                                      |                                                                             |
| 1949年 | ケンタッキー魂 The Fighting Kentuckian                                              | ジョン・ブリーン                     |                                                                             |
| 1949年 | 黄色いリボン She Wore a Yellow Ribbon                                               | ネイサン・ブリトルス                 |                                                                             |
| 1949年 | 硫黄島の砂 Sands of Iwo Jima                                                        | ジョン・M・ストライカー              | アカデミー主演男優賞ノミネート                                              |
| 1950年 | リオ・グランデの砦 Rio Grande                                                       | カービィ・ヨーク少佐                 |                                                                             |
| 1951年 | 太平洋機動作戦 Operation Pacific                                                    | デューク                             |                                                                             |
| 1951年 | 太平洋作戦 Flying Leathernecks                                                      | ダン・カービィ                       |                                                                             |
| 1952年 | 静かなる男 The Quiet Man                                                            | ショーン・ソーントン                 |                                                                             |
| 1952年 | ハワイの陰謀 Big Jim McLain                                                         | ジム                                 |                                                                             |
| 1953年 | 勝負に賭ける男 Trouble Along the Way                                                | スティーヴ                           |                                                                             |
| 1953年 | 男の叫び Island in the Sky                                                          | ドゥーリイ                           |                                                                             |
| 1953年 | ホンドー Hondo                                                                      | ホンドー・レイン                     |                                                                             |
| 1954年 | 紅の翼 The High and the Mighty                                                      | ダン・ローマン                       |                                                                             |
| 1955年 | 男の魂 The Sea Chase                                                                | カール・エーリッヒ                   |                                                                             |
| 1955年 | 中共脱出 Blood Alley                                                                | トム・ワイルダー                     |                                                                             |
| 1956年 | 捜索者 The Searchers                                                                | イーサン・エドワーズ                 |                                                                             |
| 1956年 | 征服者 The Conqueror                                                                | テムジン                             |                                                                             |
| 1956年 | 荒鷲の翼 The Wings of Eagles                                                        | フランク・ウィード                   |                                                                             |
| 1957年 | ジェット・パイロット Jet Pilot                                                      | ジム・シャノン                       |                                                                             |
| 1957年 | 失われたものゝ伝説 Legend of the Lost                                               | ジョー・ジャニュアリー               |                                                                             |
| 1958年 | 黒船 The Barbarian and the Geisha                                                   | タウンゼント・ハリス                 |                                                                             |
| 1959年 | リオ・ブラボー Rio Bravo                                                            | ジョン・T・チャンス                  |                                                                             |
| 1959年 | 騎兵隊 The Horse Soldiers                                                           | ジョン・マーロウ                     |                                                                             |
| 1960年 | アラモ The Alamo                                                                    | デイビー・クロケット                 | 監督・製作                                                                  |
| 1960年 | アラスカ魂 North to Alaska                                                          | サム・マコード                       |                                                                             |
| 1961年 | コマンチェロ The Comancheros                                                        | ジェイク・カッター                   |                                                                             |
| 1962年 | リバティ・バランスを射った男 The Man Who Shot Liberty Valance                       | トム                                 |                                                                             |
| 1962年 | ハタリ! Hatari!                                                                     | ショーン                             |                                                                             |
| 1962年 | 史上最大の作戦 The Longest Day                                                      | ベンジャミン・バンダーボルト中佐     |                                                                             |
| 1962年 | 西部開拓史 How the West Was Won                                                     | ウィリアム・シャーマン将軍           |                                                                             |
| 1963年 | ドノバン珊瑚礁 Donovan's Reef                                                       | マイケル・ドノバン                   |                                                                             |
| 1963年 | マクリントック McLintock!                                                           | ジョージ・ワシントン・マクリントック |                                                                             |
| 1964年 | サーカスの世界 Circus World                                                         | マット・マスターズ                   |                                                                             |
| 1965年 | 偉大な生涯の物語 The Greatest Story Ever Told                                       | 処刑部隊百人隊隊長                   |                                                                             |
| 1965年 | 危険な道 In Harm's Way                                                              | ロックウェル・トリー大佐             |                                                                             |
| 1965年 | エルダー兄弟 The Sons of Katie Elder                                                | ジョン・エルダー                     |                                                                             |
| 1966年 | 巨大なる戦場 Cast a Giant Shadow                                                    | マイク・ランドルフ                   |                                                                             |
| 1966年 | エル・ドラド El Dorado                                                              | コール・ソーントン                   |                                                                             |
| 1967年 | 戦う幌馬車 The War Wagon                                                            | トウ・ジャクソン                     |                                                                             |
| 1968年 | グリーンベレー The Green Berets                                                     | カービー                             | 監督                                                                        |
| 1968年 | ヘルファイター Hellfighters                                                         | チャンス・バックマン                 |                                                                             |
| 1969年 | 勇気ある追跡 True Grit                                                              | ルースター・コグバーン               | アカデミー主演男優賞 受賞 ゴールデングローブ賞 主演男優賞 (ドラマ部門) 受賞 |
| 1969年 | 大いなる男たち The Undefeated                                                       | ジョン・ヘンリー・トーマス           |                                                                             |
| 1970年 | チザム Chisum                                                                       | ジョン・チザム                       |                                                                             |
| 1970年 | リオ・ロボ Rio Lobo                                                                 | コード・マクナリー                   |                                                                             |
| 1971年 | 100万ドルの血斗 Big Jake                                                            | ジェイコブ・マッキャンドルズ         |                                                                             |
| 1972年 | 11人のカウボーイ The Cowboys                                                        | アル・アンデルセン                   |                                                                             |
| 1973年 | 大列車強盗 The Train Robbers                                                        | レイン                               |                                                                             |
| 1973年 | ビッグケーヒル Cahill U.S. Marshal                                                  | J・D・ケーヒル                       |                                                                             |
| 1974年 | マックQ McQ                                                                         | ロン・マックQ警部補                  |                                                                             |
| 1975年 | ブラニガン Brannigan                                                                | ジム・ブラニガン警部補               |                                                                             |
| 1975年 | オレゴン魂 Rooster Cogburn                                                          | ルーベン・J・“ルースター”コグバーン  |                                                                             |
| 1976年 | ラスト・シューティスト The Shootist                                                 | J・B・ブックス                       |                                                                             |

## 日本語吹き替え
主に担当したのは、以下の二人である。
小林昭二
1966年にNETテレビ（現：テレビ朝日）の『土曜洋画劇場』でウェインの映画が放送される際に起用されて以降、他局も小林を起用するようになり、その後はほぼ専属で担当。小林の声質はウェインに非常に近く、吹き替えファンからもフィックスと支持されている。ただし、最初に小林を起用したNETテレビは小林とトラブル があったため、1970年に放送された『スポイラース』を最後に起用されなくなり、小林による吹替が存在する映画も再放送の際に納谷悟朗を起用して新録するようになった。
納谷悟朗
「もうひとりのジョン・ウェイン声優」として定着している。上記の小林とのトラブルにより、途中から、主にNETテレビ、テレビ朝日で起用され担当するようになった。最初の収録の際に地声で演技すると演出家からNGを出され当初はウェインの体格に合った野太い声で演じていたが、納谷は後に「小林君がそういう声で演ってましたからね。ただそのうち、こっちに引き込んで演りました」と述べ、後から徐々に地声に寄せていったと振り返っている。
また、上記2名より過去には糸博が東京12ch（現：テレビ東京）系列で多く務めていたほか、小林修や小林清志、宮部昭夫、前田昌明、松宮五郎、矢嶋俊作などが複数回起用されている。専属の小林、納谷と共演していた大平透は『納谷悟朗も、もちろん上手いですけど、でもやっぱり小林昭二はそれなりのものを持っていた。』と後年語っていた。

## 受賞歴

### アカデミー賞
受賞
1969年 アカデミー主演男優賞:『勇気ある追跡』
ノミネート
1949年 アカデミー主演男優賞:『硫黄島の砂』
1960年 アカデミー作品賞:『アラモ』

### ゴールデングローブ賞
受賞
1953年 ヘンリエッタ賞（過去に存在した賞）
1966年 セシル・B・デミル賞
1970年 主演男優賞 (ドラマ部門):『勇気ある追跡』